# Qin Haiyang
Qin Haiyang (em chinês:  覃海洋; Zhuzhou, 17 de maio de 1999) é um nadador chinês especializado em natação pura nas modalidades peito e medley. Nos Jogos Olímpicos de Verão de 2020, disputado em Tóquio, no Japão, competiu na modalidade 200 metros peito, todavia, terminou desclassificado.
No Campeonato Mundial de Esportes Aquáticos de 2023, realizado em Fukouka, conquistou três medalhas de ouro: nas modalidades 50 e 100 metros nado peito, além do revezamento 4x100 metros medley misto. Atualmente é detentor do recorde asiático nos 50 metros peito.